# Illarion Alexandrowitsch Iwanow-Schitz

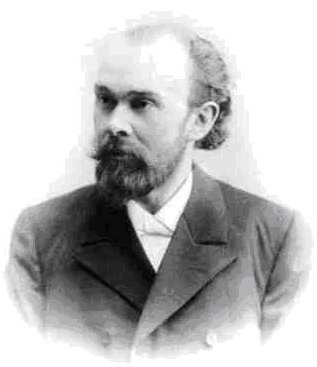
Illarion Iwanow-Schitz

Illarion Alexandrowitsch Iwanow-Schitz (russisch Илларио́н Алекса́ндрович Ивано́в-Шиц; * 16. Märzjul. / 28. März 1865greg. in Michailowka im Gouvernement Woronesch; † 7. Dezember 1937 in Moskau) war ein bedeutender russischer Architekt.

## Leben
Iwanow-Schitz besuchte die Woronescher Realschule und studierte ab 1883 an der St. Petersburger Architektur- und Bauhochschule, dem Zivilingenieursinstitut, zusammen mit Wiktor Andrejewitsch Welitschkin, Lew Nikolajewitsch Kekuschew und Nikolai Jewgenjewitsch Markow. Während des Studiums wurde er mehrmals mit einer Goldmedaille ausgezeichnet. Nach dem Abschluss 1888 studierte er die zeitgenössische Architektur in Deutschland, Österreich und der Schweiz.
Nach seiner Rückkehr 1889 nach Moskau arbeitete Iwanow-Schitz zwei Jahre als Assistent bei dem Stadtarchitekten Max Hoeppener und als außerplanmäßiger Bauingenieur in der Bauabteilung der Moskauer Gouvernementsverwaltung. 1890 stellte der Bürgermeister ihn als Stadtarchitekten ein, und 1891 wurde er in das Bautechnik-Komitee des Innenministeriums berufen, das die Bauprojekte prüfte und genehmigte. 1891–1892 reiste er wiederholt nach Westeuropa und lernte dabei insbesondere die Bauten des bedeutenden österreichischen Architekten Otto Wagner kennen.
Iwanow-Schitz folgte zunächst dem Historismus, wie das von Nikolai Masurin gestiftete Waisenhaus (1892–1893), eine Gewerbeschule (1893–1903) und verschiedene Mietshäuser (1895–1896) zeigten. Sein erster Großauftrag zusammen mit Lew Kekuschew war der Bau von Bahnhöfen, Wagenhallen, Werkstätten und Wohnhäusern für die Wologda-Archangelsk-Eisenbahn (1895–1896). Als Praktikant arbeitete er in der Firma von Lew Kekuschew und baute unauffällige Mietshäuser. Er übernahm Kekuschews sogenannte franko-belgische Moderne mit ihren kurvenreichen Prachtdekorationen und wandte sie erfolgreich an, doch bekannt machte ihn dann die Übernahme des Wiener Jugendstils. 1905 wurde er Leiter der Bauabteilung der Moskauer Stadtverwaltung.
Iwanow-Schitz baute nun mit der Betonung der Vertikalen und Kombination von Stein, Fliesen und Stuck. Besonders gefragt war er nach der Revolution 1905, als die Kritik am bisherigen Prunkstil zur Bevorzugung der Klassik führte. Beispiele waren in Moskau das städtische Volkshaus (1904), die Morosow-Kinderklinik (1900–1905), der Kaufmannsclub (1910) und die Schanjawskij-Universität (1911–1913 zusammen mit dem Physiker Alexander Alexandrowitsch Eichenwald, dem Ingenieur Wladimir Grigorjewitsch Schukow und dem Architekten Alexander Nikolajewitsch Sokolow).
Nach der Oktoberrevolution war Iwanow-Schitz bis 1928 der leitende Architekt bei der Erweiterung des von dem Unternehmer Kosma Terentjewitsch Soldatjonkow gestifteten Krankenhauses in Wotkinsk, so dass er während des Russischen Bürgerkrieges eine feste Anstellung hatte. Anfang der 1920er Jahre führte er Projekte zum Bau und zur Sanierung von Wohnhäusern in Moskau für das Volkskommissariat für Finanzen durch. 1929 modernisierte er eine Moskauer Augenklinik. 1925–1936 baute er Sanatorien in Sotschi, Barwicha und Abastumani. 1930 wurde ihm der Umbau der Etage mit den historischen Sälen (von Konstantin Andrejewitsch Thon und Nikolai Iwanowitsch Tschitschagow) des Großen Kremlpalasts für die Sitzungen des Obersten Sowjets der UdSSR anvertraut, der nach 1990 von Miron Iwanowitsch Merschanow wieder rückgängig gemacht wurde.
Das Grab von Iwanow-Schitz befindet sich auf dem Nowodewitschi-Friedhof in Moskau.

## Weblinks

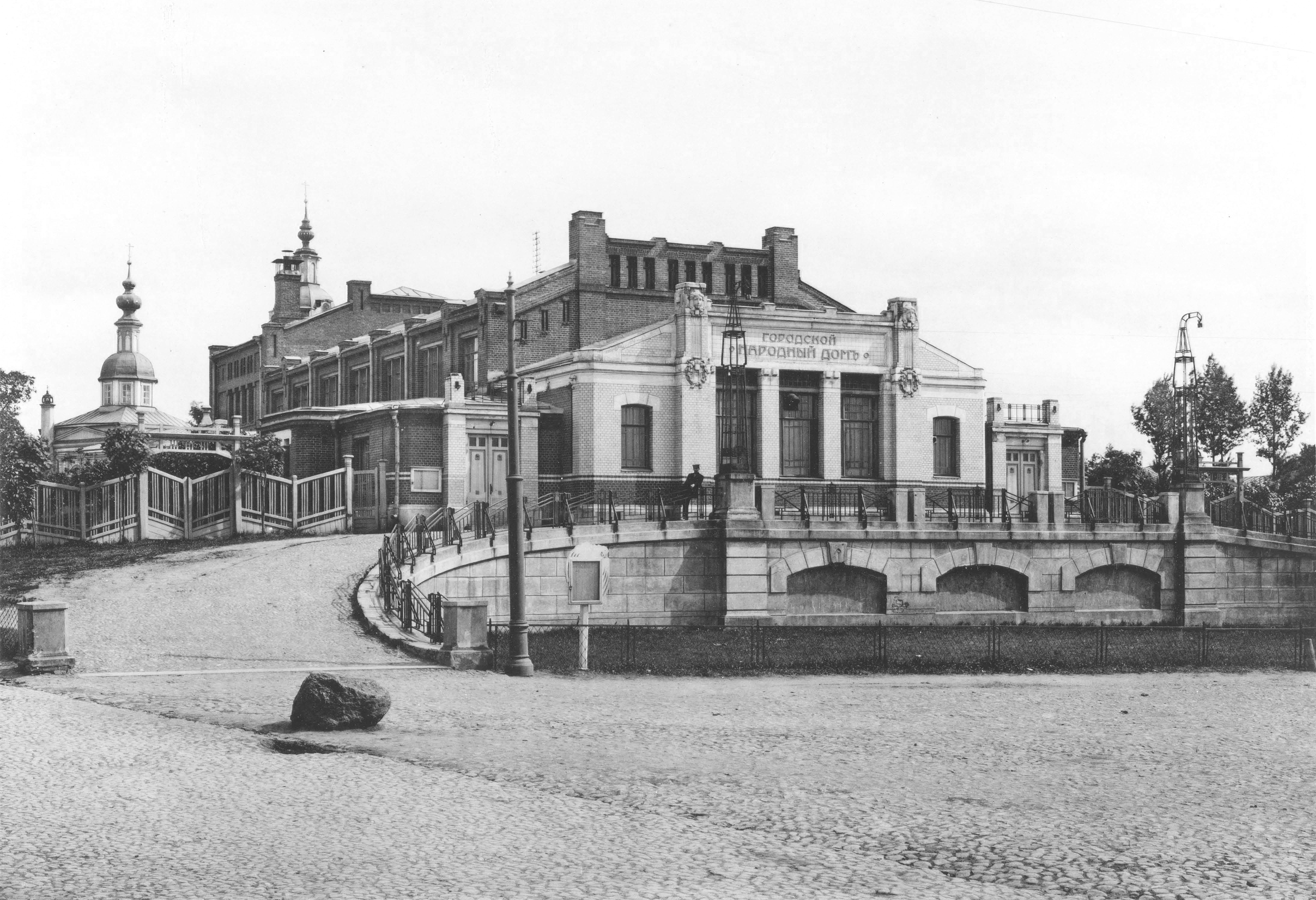
Moskauer Volkshaus (1904)
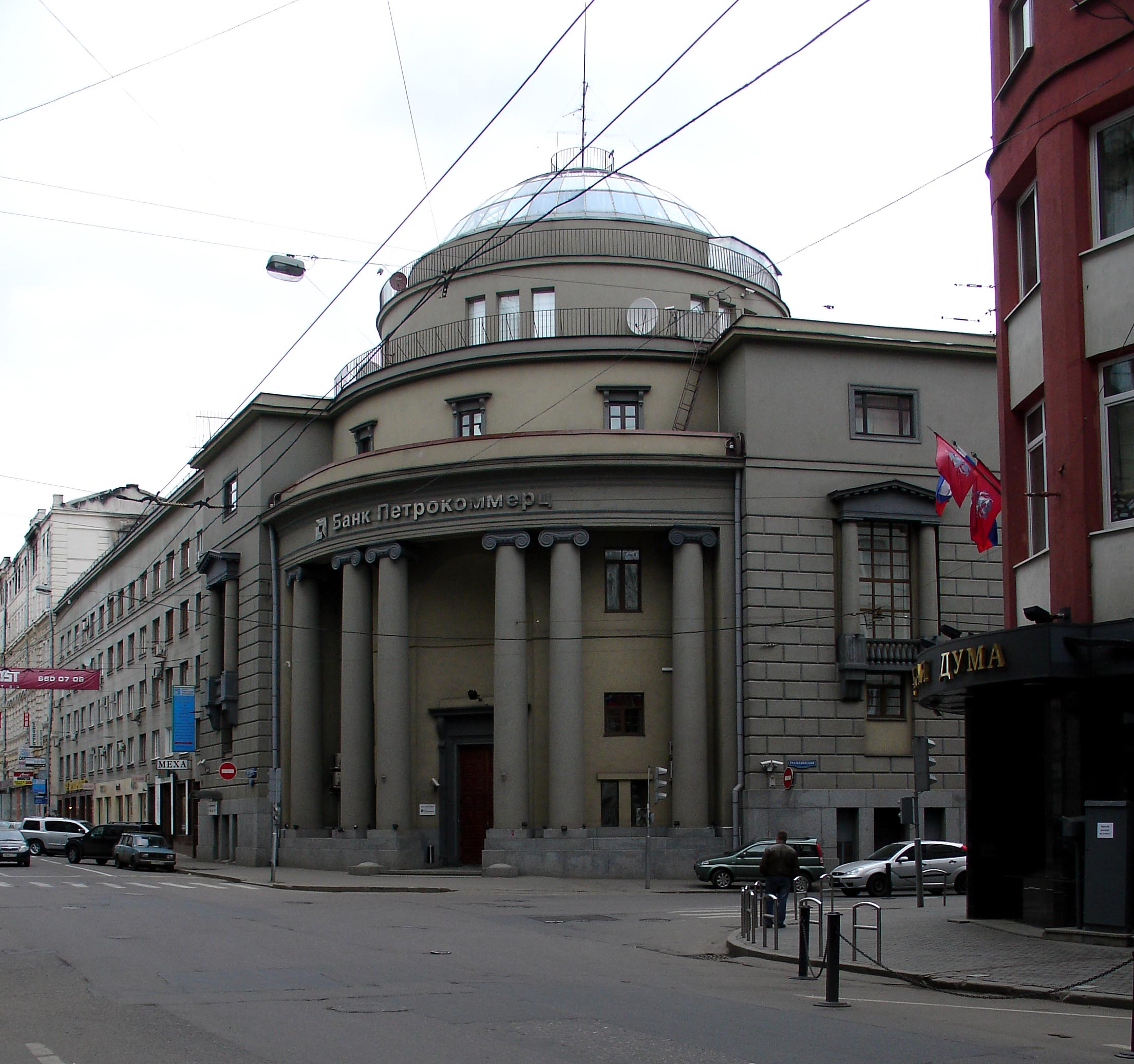
Moskauer Petrokommerz-Bank
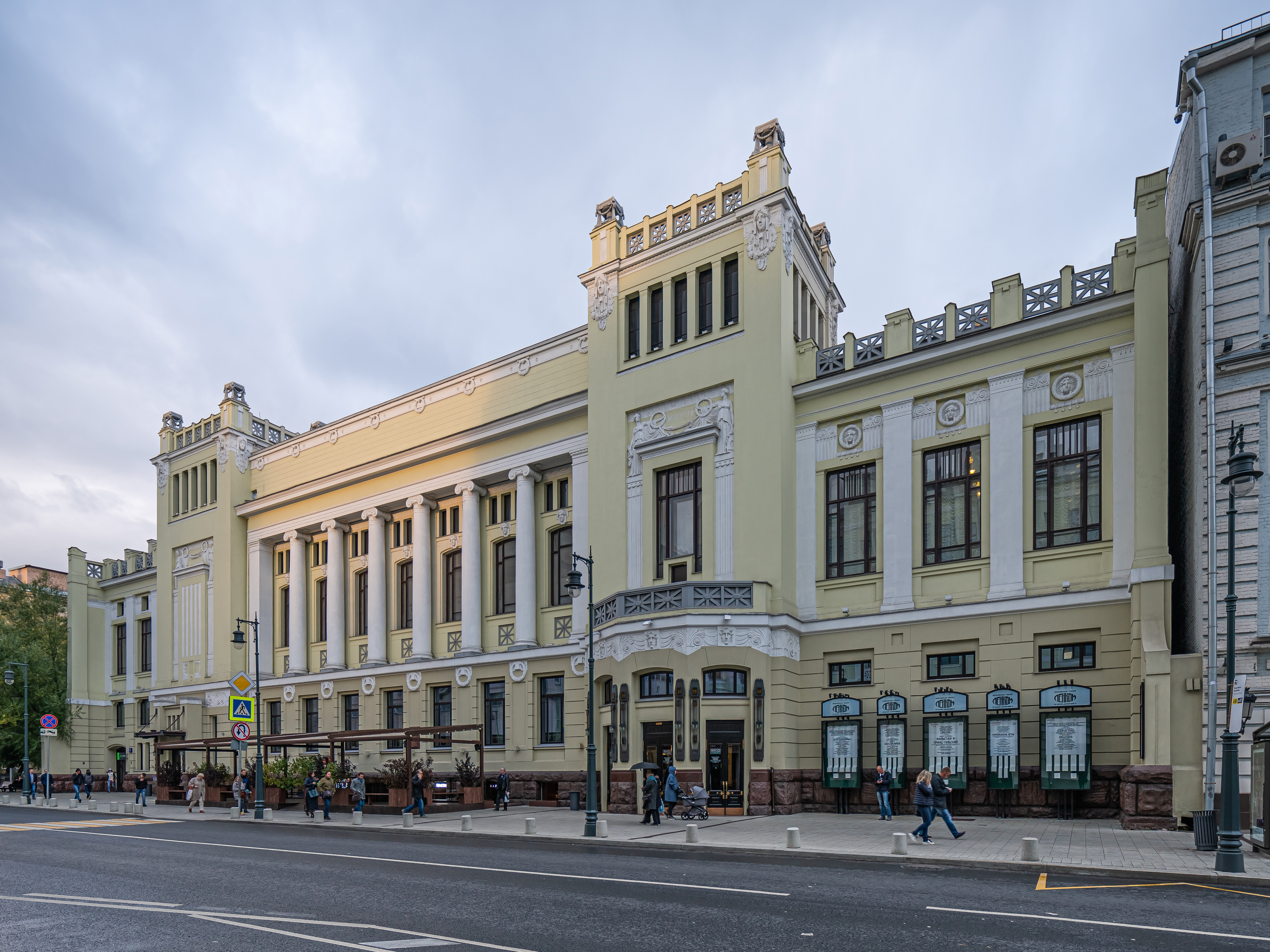
Moskauer Kaufmannsclub (1910), heute Lenkom-Theater
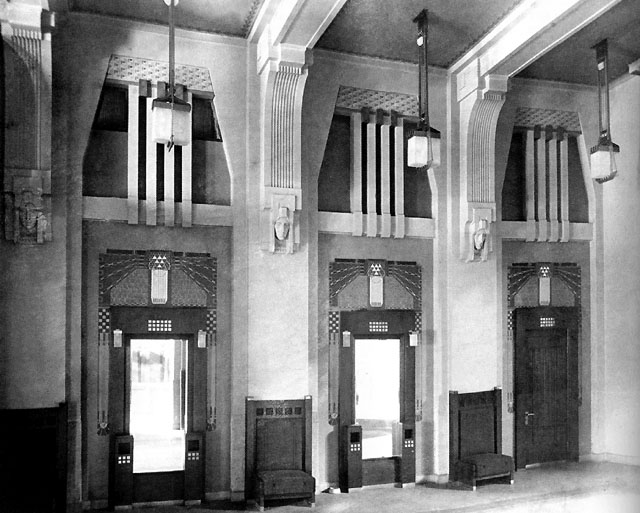
Moskauer Kaufmannsclub
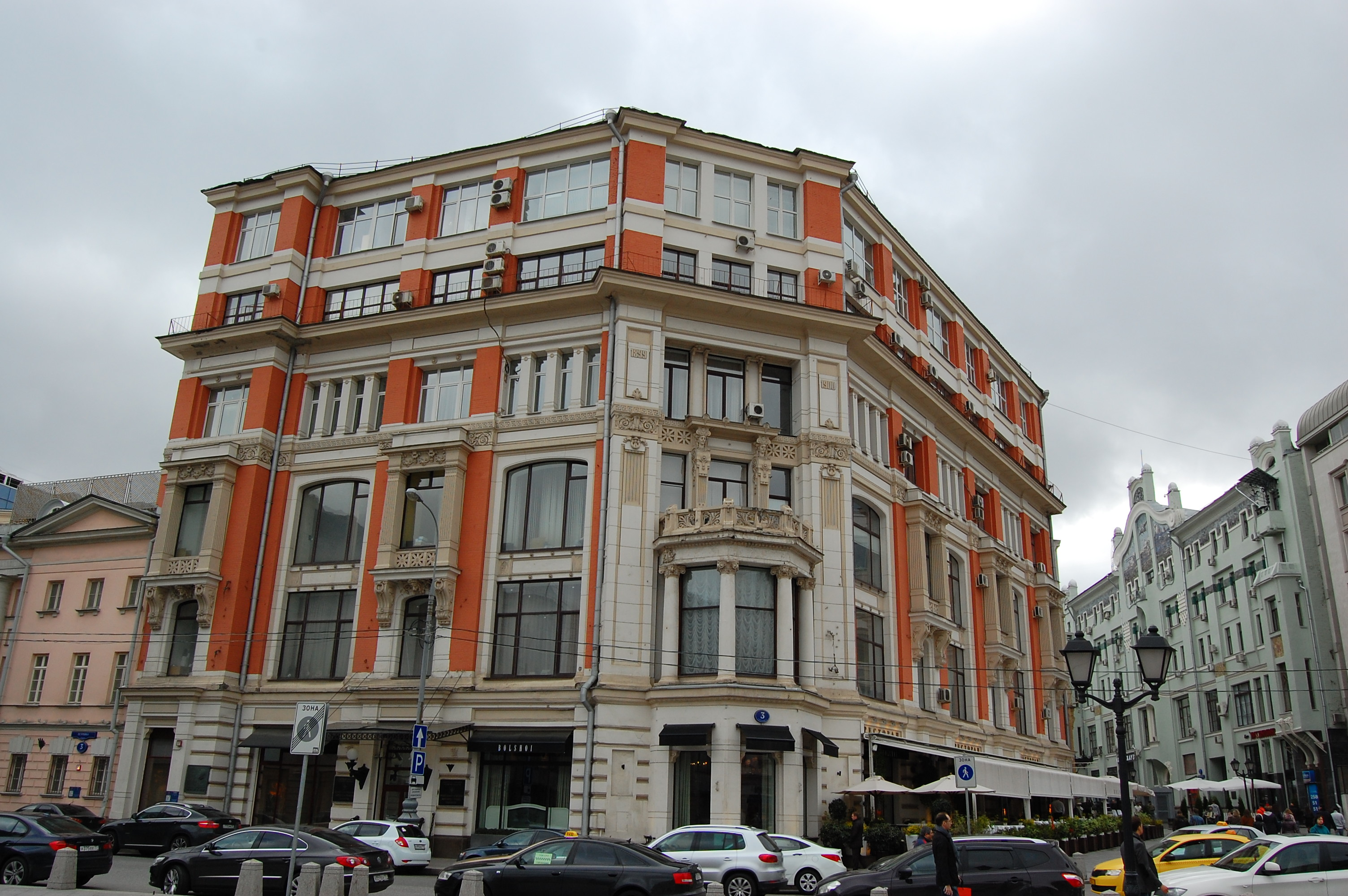
Muir & Mirillies-Kaufhaus
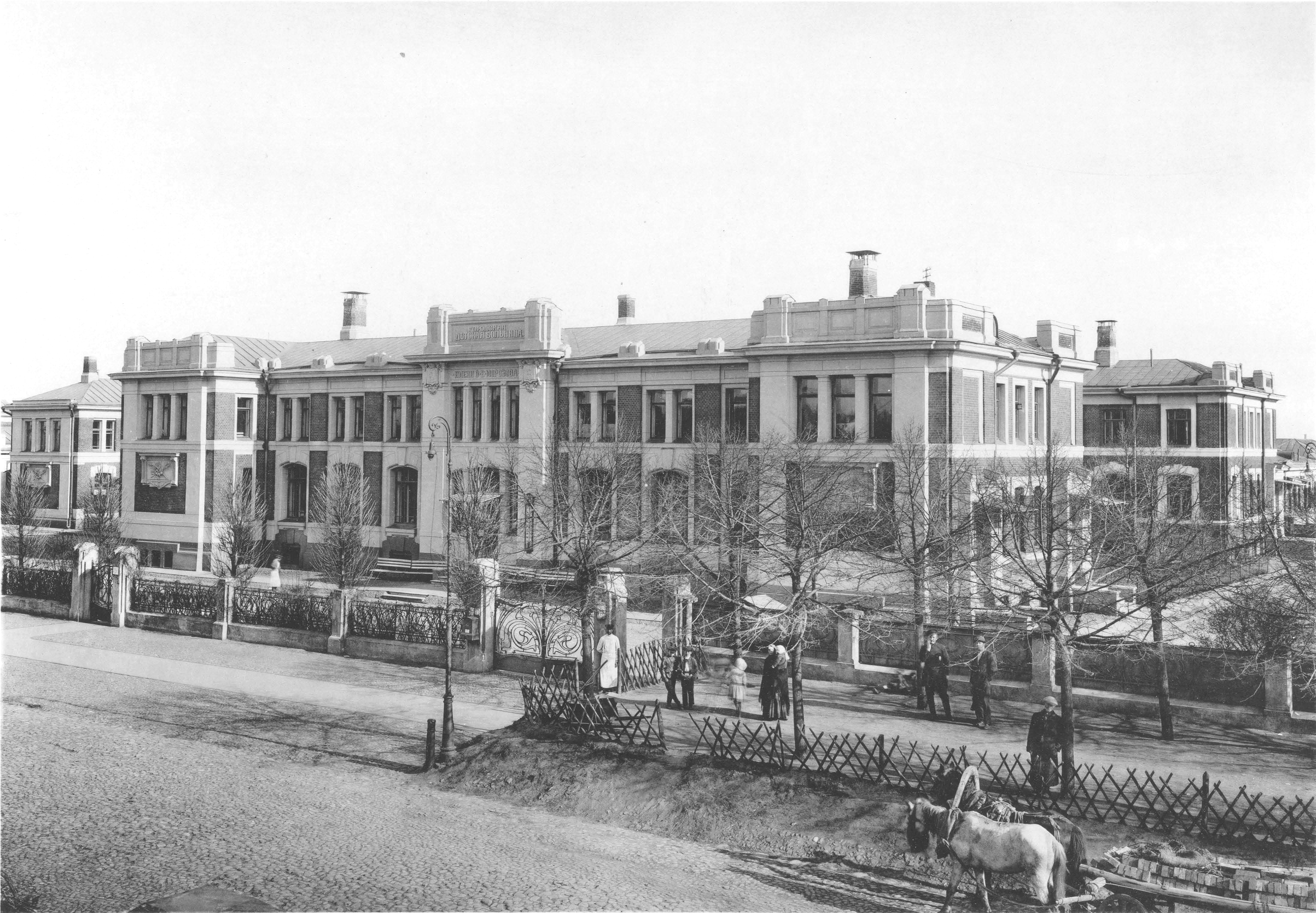
Moskauer Morosow-Krankenhaus (1900–1905)